# Jacksonville Icemen
Jacksonville Icemen je profesionální americký klub ledního hokeje, který sídlí v Jacksonvillu na Floridě. Do ECHL vstoupil v ročníku 2017/18 a hraje v Jižní divizi v rámci Východní konference. Své domácí zápasy odehrává v hale Jacksonville Veterans Memorial Arena s kapacitou 15 000 diváků. Klubové barvy jsou námořnická modř, polární modř a bílá. Jedná se o farmu klubů Winnipeg Jets (NHL) a Manitoba Moose (AHL).
Založen byl v roce 2017 po přestěhování týmu Evansville IceMen do Jacksonvillu.

## Přehled ligové účasti
Zdroj:
- 2017– : East Coast Hockey League (Jižní divize)